# Ускршњи зека (филм)
Ускршњи зека (енгл. Hop) је амерички компјутерскo-анимирани 3Д филм, студија Универзал из 2011. у режији режија Тима Хила. У филму играју Џејмс Марсден, Расел Бренд, Кејли Квоко, Ханк Азарија, Гари Колман, Елизабет Перкинс, Дејвид Хаселхоф, Челзи Хендлер и Хју Лори. Филм прати младог зеца Е.Б. (Бренд) који би радије бубњао у бенду него да наследи свог оца као Ускршњи зека, као што Фред О'Харе (Марсден) има титулу за себе.
„Ускршњи зека“ је пуштен у биоскопе 1. априла 2011. и зарадио је 184 милиона долара. До данас, то је једини Илуминејшон филм који комбинује фотографију уживо са анимацијом.

## Радња
„Ускршњи зека“ је прича о Фреду, незапосленој ленштини који случајно повреди Ускршњег зеку и мора да брине о њему док се не опорави. Док Фред покушава да изађе на крај с најгорим могућим гостом, обојица ће схватити шта је потребно за одрастање.
Творци филма „Грозан ја“ и редитељ блокбастера „Алвин и веверице“ доносе нову комедију о слаткишима, рибама и рокенролу. Најновија анимациона техника пуна живе акције је заправо комедија о И.Б.-у, сину тинејџеру Ускршњег зеке. Непосредно пре него што је требало да преузме породични посао, И.Б. одлази у Холивуд, желећи да оствари свој сан и постане бубњар. Упознаје Фреда, незапосленог беспосличара са сопственим високим циљевима, који га случајно удара својим аутомобилом. Претварајући се да је повређен, И.Б. манипулише Фредом, наводи га да му дâ уточиште и Фред тако добија најгорег могућег госта на свету. Њих двојица заједно доживљавају низ урнебесних несташлука и на крају помажу један другом да схвате значај породице.